# サヴァイヴァル (アルバム)
『サヴァイヴァル』（Survival）は、1979年にリリースされたボブ・マーリー&ザ・ウェイラーズのアルバムである。
ボブ・マーリーは"アフリカ・ユナイト"の中で汎アフリカ主義の団結を表明し、"ジンバブエ"では独立が遅れていたローデシアの応援歌を歌った。この歌はジンバブエ独立宣言の直後、1980年のジンバブエ独立の祝典でも歌われた。"ジンバブエ"は非公式な国歌とまでとらえられている。
アルバムの名前は、当初、アフリカ連合の切実さを強調するために『ブラック・サヴァイヴァル』になる予定だったが、アルバムの主題に対する誤解を防ぐため、短縮された。マーリーの計画では、『サヴァイヴァル』は、1980年の『アップライジング』および1983年の『コンフロンテイション』と合わせた三部作の第一作目として発表された。
南アフリカ共和国ではアルバムのジャケットの一部分が政府により検閲され、ナイフで削り取られた。

## 曲リスト
特筆無き場合は全てボブ・マーリーによる作。

### A面
1. "So Much Trouble in the World" - 4:00
2. "Zimbabwe" - 3:51
3. "Top Rankin'" - 3:11
4. "Babylon System" - 4:21
5. "Survival"  - 3:54

### B面
1. "Africa Unite" - 2:55
2. "One Drop" - 3:51
3. "Ride Natty Ride" - 3:51
4. "Ambush in the Night" - 3:14
5. "Wake Up and Live" (Marley/Davis)  - 5:00

### CDボーナストラック
1. "RideNatty Ride (12" mix)" - 6:23

## ジャケットの国旗
アルバムジャケットの表紙には、47のアフリカの国々と1の太平洋の島国（最下段、左から3番目のパプアニューギニア）、合計48カ国の国旗がある。1979年のアルバム当時には使用されていたが、2007年現在ではほとんどが使用されていない。下記は国旗の使用国。
1. ケニア、アンゴラ、コートジボワール、エチオピア、チャド、エジプト、ガーナ
2. セネガル、シエラレオネ、カメルーン、チュニジア、ニジェール、ナイジェリア連邦共和国、ギニア
3. ガンビア、ソマリア、オートボルタ、コンゴ民主共和国（キンシャサ、ザイール）、ギニアビサウ、リベリア、スワジランド
4. マダガスカル、トーゴ、モザンビーク、中央アフリカ、ジンバブエ、セーシェル、ザンビア
5. レソト、ウガンダ、アルジェリア、マリ共和国、スーダン、ボツワナ、モロッコ
6. コンゴ共和国（ブラザヴィル）、タンザニア、ブルンジ、ジンバブエ、モーリシャス、モーリタニア、ガボン
7. ベナン、赤道ギニア、パプアニューギニア、マラウイ、サントメ・プリンシペ、ジブチ、ルワンダ

ジンバブエの国旗が2つあり、アフリカの7カ国の国旗が無い。国旗がのっていない国は、カーボベルデ、コモロ、エリトリア、リビア、ナミビア、南アフリカ共和国、西サハラ。

## 国旗の参考文献
1. ウェブサイトFlags of the WorldのZimbabwean political flagsによると、ジンバブエの2つの旗（上から4段目、右から3番目の旗と、下から二段目、右から3番目の旗）は政党Z.A.P.U.の旗。
2. Flag Identifier by Ivan Sarajcic
3. Siobhan Ryan, editor, Flags: The visual guide to more than 300 flags from around the world (Eyewitness Handbooks, DK Publishing, New York, NY, USA, 1997) ISBN 0-7894-4224-8.
4. Robert Famighetti, editor, The World Almanac 1994 (Funk and Wagnalls, Mahwah, NJ, USA) ISBN 0-88687-745-8; pages 481-484.